# McPlanet

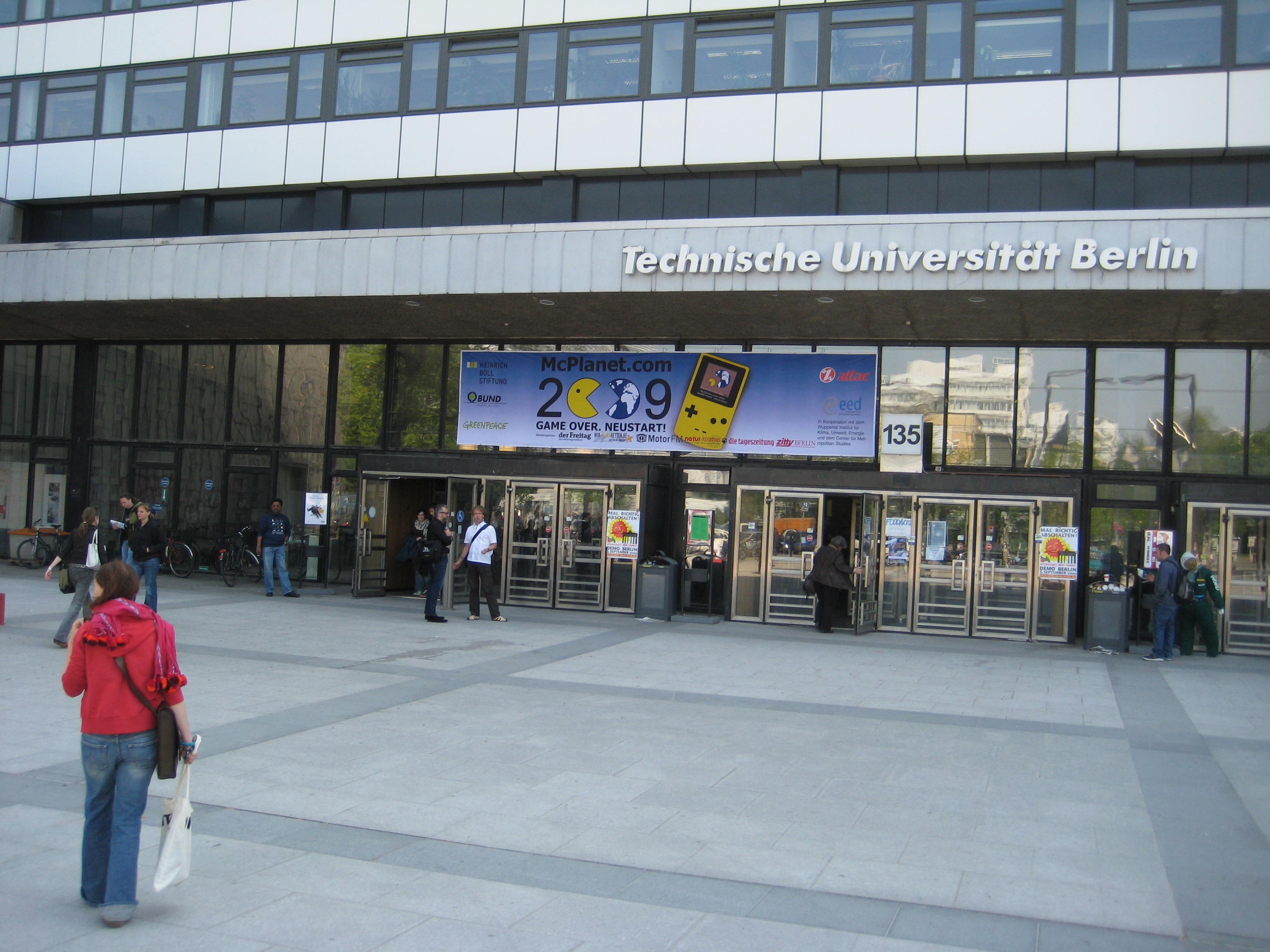
Der McPlanet an der TU Berlin im Jahr 2009

McPlanet.com war ein globalisierungskritischer Umweltkongress, der von Attac, Brot für die Welt, BUND, EED, Forum Umwelt und Entwicklung, Greenpeace, Heinrich-Böll-Stiftung und terre des hommes organisiert wurde.
Als Lern- und Streitplattform will der Kongress einen Beitrag zu einer gerechteren und ökologisch zukunftsfähigen Welt leisten. Kongresse fanden 2003, 2007, 2009 und 2012 in Berlin sowie 2005 in Hamburg statt. Die Kongresse hatten zwischen 1500 und 2000 Teilnehmer.

## Inhaltliche Aspekte und Konzept
Laut Programmheft verbindet die Konferenz die Debatten um Globalisierung, Gerechtigkeit und Umweltschutz, bietet eine „Plattform zum Lernen, Fragen und Streiten“ und will so einen Beitrag leisten, die Welt gerechter und ökologisch zukunftsfähiger zu machen. McPlanet gilt als wichtiges Event für Globalisierungskritiker und die Umweltbewegung.
Die Titel der Veranstaltung waren:
- 2003: Die Umwelt in der Globalisierungsfalle, Berlin[5]
- 2005: Konsum, Globalisierung und Umwelt, Hamburg[6]
- 2007: Klima der Gerechtigkeit, Berlin[7]
- 2009: Game Over? Neustart! zu Alternativen und Wegen aus der Krise, Berlin[8]
- 2012: Too big to fail zur Green Economy und als kritische Begleitung von Rio 2012, Berlin[3]

Im Jahr 2012 wurden Panels mit internationalen Referenten, kleinere Foren (Podiumsdiskussionen), Workshops, Kulturprogramm, ein Raum für Gespräche (Café Activista) sowie Infostände angeboten.

## Auswirkungen
Ulrich Brand sah in den Kongressen eine wichtige Vorbedingung für die erfolgreiche Internationale Degrowth-Konferenz 2014 in Leipzig.

## Tagungsbände
- Marc Engelhardt und Markus Steigenberger (Hrsg.): Die Umwelt in der Globalisierungsfalle. McPlanet.com. VSA-Verlag 2003, ISBN 978-3-89965-029-7.
- Marc Engelhardt und Markus Steigenberger (Hrsg.): Konsum. Globalisierung. Umwelt. McPlanet.com – Das Buch zum zweiten Kongress. VSA-Verlag 2005, ISBN 3-89965-136-7.
- Stefanie Hundsdorfer und Elias Perabo (Hrsg.): Klima der Gerechtigkeit. McPlanet.com 2007. VSA-Verlag 2007, ISBN 978-3-89965-243-7.
- Aglaia Hajkova, Susanne Jacoby und Julia Nicksch (Hrsg.): Game over. Neustart! McPlanet.com 2009. VSA-Verlag 2009, ISBN 978-3-89965-345-8.